# Aula Algemene Begraafplaats Soest
De aula van de Algemene Begraafplaats is een gemeentelijk monument op de hoek van de Veldweg en de Molenweg in de gemeente Soest in de provincie Utrecht.
De aula werd in 1933 gebouwd voor de kerkvoogdij van de Nederlands Hervormde Kerk in Soest. In 1962 vond een uitbreiding plaats aan de achterzijde door het Soester architectenbureau P. en H. Beekman. 
De bakstenen aula heeft details in de stijl van de Amsterdamse School. Het bouwwerk heeft een overstekend schilddak, het gedeelte boven de entree heeft een iets lager dak. De dienstvertrekken bevinden zich in de aanbouw aan de achterzijde. In de vensters en de deur is glas in lood aangebracht.